# امیرخان‌لی (شابران)
امیرخان‌لی (به لاتین: Əmirxanlı) یک منطقه مسکونی در جمهوری آذربایجان است که در شهرستان شابران واقع شده‌است. امیرخان‌لی ۱۳۸۲ نفر جمعیت دارد.